# كريستيان كوك
كريستيان كوك (بالإنجليزية: Christian Cooke)‏ هو ممثل بريطاني، ولد في 15 سبتمبر 1987 بليدز في المملكة المتحدة.

## أعمال

### أفلام
- (2013) روميو وجولييت
- (2014) مع حبي

## وصلات خارجية
- كريستيان كوك على موقع IMDb (الإنجليزية)
- كريستيان كوك على موقع ألو سيني (الفرنسية)
- كريستيان كوك على موقع ميوزك برينز (الإنجليزية)
- كريستيان كوك على موقع أول موفي (الإنجليزية)
- كريستيان كوك على موقع قاعدة بيانات الفيلم (الإنجليزية)
- كريستيان كوك على موقع كينوبويسك (الروسية)